# Gräf & Stift
Gräf & Stift – dawne austriackie przedsiębiorstwo branży motoryzacyjnej zajmujące się produkcją samochodów osobowych, później autobusów i samochodów ciężarowych, a obecnie marka autobusów i trolejbusów należąca do koncernu MAN SE.
Przedsiębiorstwo zostało założone w 1901 roku przez braci Franza, Heinricha i Carla Gräfów oraz Wilhelma Stifta. Początkowo produkowało głównie luksusowe limuzyny, w tym dla sprawującej władzę w Austro-Węgrzech dynastii Habsburgów, oraz małe autobusy. W 1938 roku zaprzestano produkcji samochodów osobowych. Po II wojnie światowej Gräf & Stift produkował wyłącznie autobusy i samochody ciężarowe. W 1971 roku Gräf & Stift połączył się z przedsiębiorstwem ÖAF w ÖAF-Gräf & Stift AG, po czym obie firmy zostały przejęte przez koncern MAN SE.